# Pierre-Antoine Mongin
Pour les articles homonymes, voir Mongin.
Pierre-Antoine Mongin né à Paris en février 1761 et mort le 19 mai 1827 à Versailles, est un peintre et graveur français.

## Biographie
Élève à l'Académie royale de peinture et de sculpture de 1782 à 1785, Pierre-Antoine Mongin a pour maîtres Noël Hallé, Gabriel-Francois Doyen et François-André Vincent.
Tout à la fois paysagiste, peintre de genre et peintre d'histoire adepte des scènes de guerres napoléoniennes, il expose régulièrement au Salon de 1791 à 1824.
Son atelier, établi au 29 rue de Sèvres à Paris, accueille entre autres élèves Hippolyte Lecomte et Alexis-Victor Joly.
Pratiquant la gouache autant que la peinture à l'huile, Mongin est aussi graveur et élargit sa palette à des productions originales.
Il livre des dessins aux presses du lithographe Godefroy Engelmann.
Vers 1804, il dessine pour le manufacturier de papiers peints Dufour un grand panoramique intitulé Les Jardins anglais. Il s'inspire pour cela des modèles de fabriques édifiés dans les jardins paysagers de l'époque.
Il conçoit par la suite des décors pour les nouveaux modèles de papiers peints imprimés par l'entreprenant manufacturier mulhousien Jean Zuber. Il s'agit de vastes vues panoramiques aux thèmes diversifiés : L'Hindoustan (1807), La Grande Helvétie (1814), La Petite Helvétie (1818), Les Jardins français (1821), Les Lointains (1825).

## Collections publiques
Allemagne
- Schwerin, Staatliches Museum Schwerin : plusieurs gouaches.

États-Unis
- Cleveland, Cleveland Museum of Art : Le Curieux, 1823, huile sur toile.
- New York Morgan Library and Museum : The Corner of a Park

France
- Autun, musée Rolin : Othon de Grandson.
- Marseille :
  - musée des Arts décoratifs, de la Faïence et de la Mode : La Grande Helvétie, 1814, papier peint, Zuber éditeur.
  - musée des Beaux-Arts : Bénédiction des troupeaux partant pour les Alpes.
- Paris :
  - musée des Arts décoratifs : L'Helvétie ou La Grande Helvétie, 1814-1815, papier peint, Zuber éditeur[2].
  - musée du Louvre, département des Arts graphiques : huit dessins.
  - musée national des Arts et Traditions populaires : Le Repos du joueur de vielle. Ce sujet populaire illustrant un métier de la rue parisienne a été remarqué lors de sa présentation au Salon de 1814.
- Saintes, musée de l'Échevinage : La Diseuse de Bonne Aventure, 1812, huile sur toile, personnages de Marie-Guillemine Benoist, paysage et architecture de Mongin.
- Versailles, musée national des châteaux de Versailles et de Trianon :
  - Passage de l'armée de réserve dans le défilé d'Albaredo. 21 mai 1800 ;
  - Bivouac de Napoléon près du château d'Ebersbarg. 4 mai 1809.

Œuvres de Pierre-Antoine Mongin
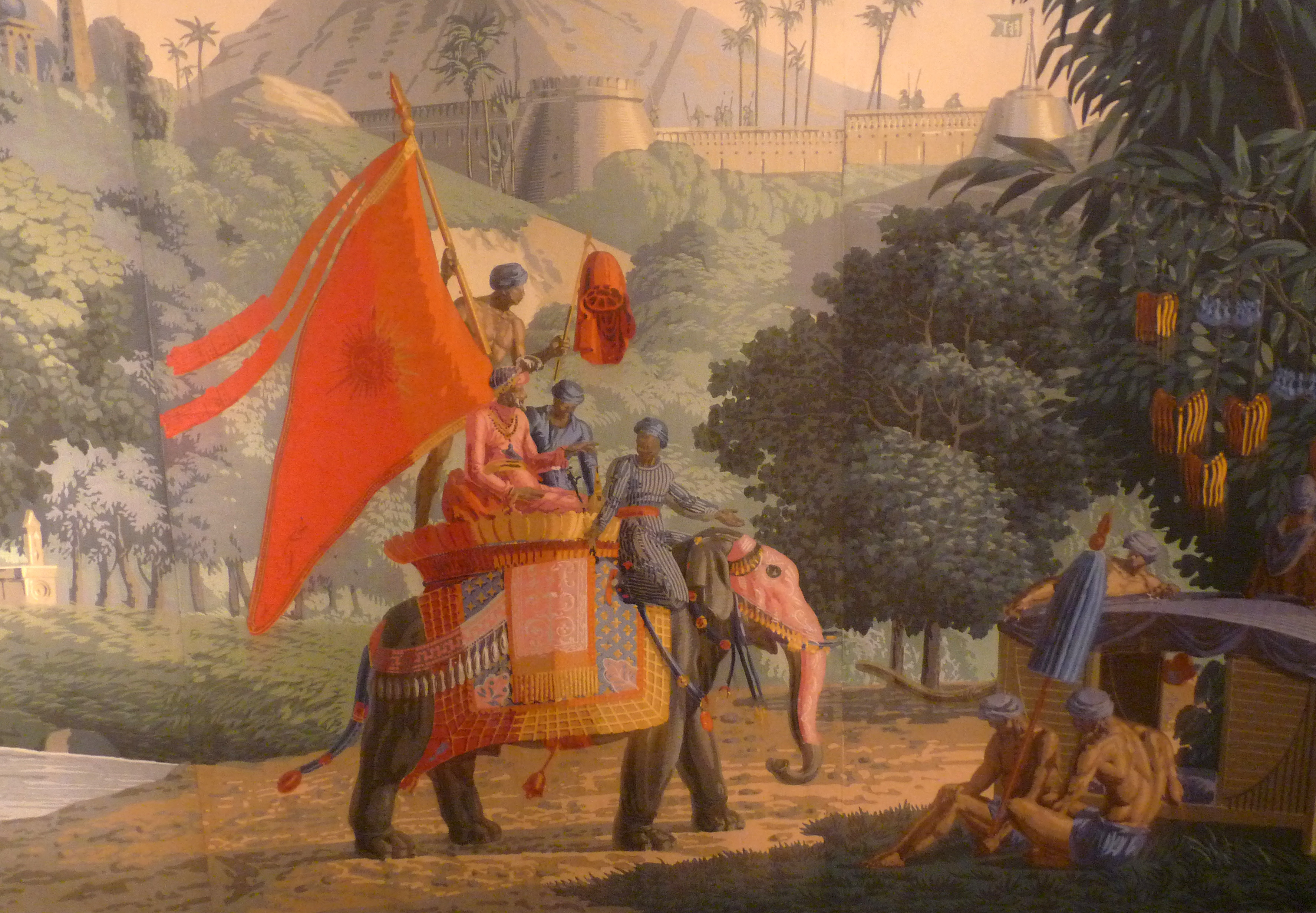
L'Hindoustan (1807, détail), papier peint, Lorient, musée de la Compagnie des Indes.
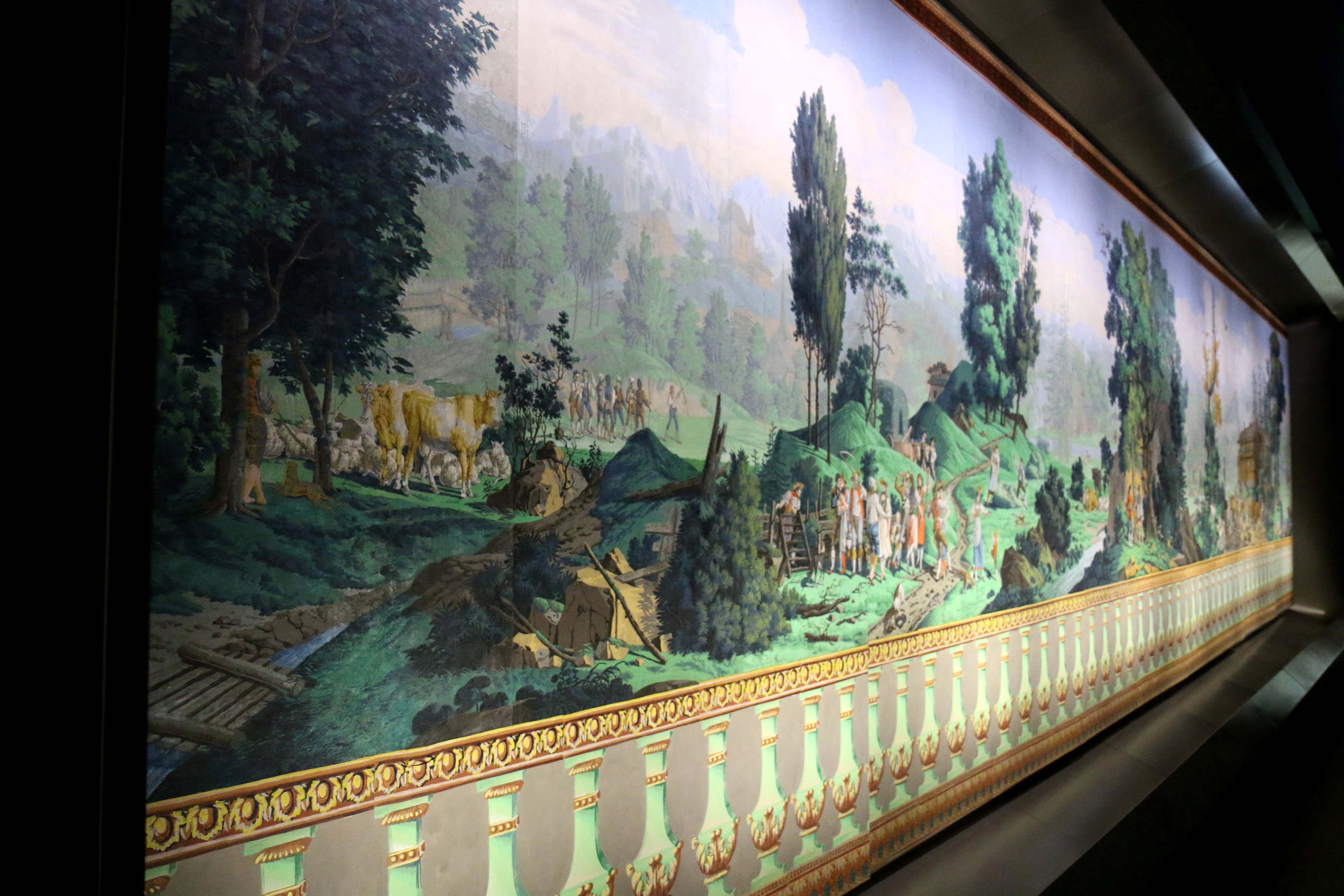
La Grande Helvétie (1814), papier peint, Marseille, musée des Arts décoratifs, de la Faïence et de la Mode.
Le Curieux (1823), Cleveland Museum of Art.